# Parque Nacional de Surman
O Parque Nacional de Surman ou Parque Nacional de Sirman (غابة صرمان والمنتزه الوطني) é um parque nacional da Líbia.

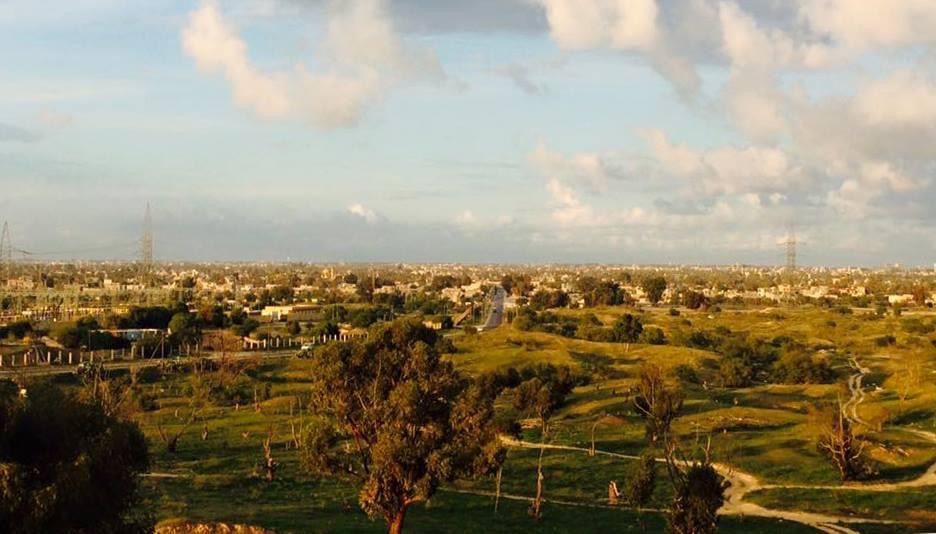

Foi estabelecido em 1992 e cobre uma área de 400 hectares. Encontra-se a cerca de 50 km (31 mi) a oeste de Trípoli, não muito longe das ruínas arqueológicas de Sábrata.